# 꼬마오리
꼬마오리는 기러기목 오리과에 속하는 길잃은새(미조)이다.

## 생김새
수컷은 머리가 자주색과 녹색 광택이 있는 검은색이고 뒷머리는 흰색이다. 몸윗면은 검은색, 옆구리와 몸아랫면이 흰색이다. 암컷은 몸윗면이 흑갈색이고 눈 아래에 긴 흰색 점이 있다. 가슴과 옆구리가 회백색이다.

## 생태
미국 서북부와 중북부, 캐나다 등에서 번식하고 미국 남부, 멕시코 북부에서 월동을 한다. 한국에서는 2013년과 2014년에 속초 영랑호에서 수컷 1개체가 관찰된 기록이 있다.

연못, 호수 주변의 나무 구멍에 둥지를 틀고 비번식기 때 하구, 해안, 호수, 석호 등지에서 단독이나 쌍으로 생활한다. 수생식물, 연체동물, 갑각류 등을 먹는다.
1. ↑  “Bufflehead | Birds Korea Blog” (미국 영어). 2023년 11월 16일. 2023년 11월 19일에 확인함.